# Бережной Юрій Анатолійович
Юрій Анатолійович Бережной (27 травня 1936 р., Харків—9 серпня 2024 р., Харків) — український фізик-теоретик, фахівець з теорії атомного ядра. Доктор фізико-математичних наук (1978), заслужений професор Харківського національного університету (2005), лауреат премій НАН України імені О. С. Давидова (2000) та ім. К. Д. Синельникова (2016), Державної премії України в галузі науки і техніки (2019). Знаменитий своїми роботами по розсіюванню ядер, особливо дослідженнями дифракційних ефектів при розсіюванні і ядерної веселки. Протягом більше ніж 50 років викладає квантову механіку і теорію ядра на фізико-технічному факультеті Харківського національного університету, написав ряд підручників з цих предметів. Син хіміка Анатолія Семеновича Бережного.

## Життєпис
Юрій Анатолійович Бережной народився в сім'ї вчених. Його батько, Анатолій Семенович Бережной, був відомим хіміком, академіком НАНУ.
У 1953 році Юрій закінчив середню школу із золотою медаллю та вступив на ядерне відділення фізико-математичного факультету Харківського університету. Закінчив його із відзнакою в 1958 р.
У 1958—1979 рр. працював в теоретичному відділі УФТІ, яким на той час керував О. І. Ахієзер. Науковим керівником Бережного став О. Г. Ситенко, один з творців дифракційної теорії ядерних процесів. У 1965 році Бережний захистив кандидатську дисертацію, у 1978 р. — докторську.
У 1965 р. почав читати лекції з теоретичної ядерної фізики в ХДУ. У 1983 р. він отримав вчене звання професора. З 1979 по 2010 р. він був завідувачем кафедри теоретичної ядерної фізики на фізико-технічному факультеті Харківського університету, з 2010 р. працював на посаді професора цієї ж кафедри, з 2022 р. — на посаді провідного наукового співробітника. Викладав загальний курс «Квантова механіка» та спеціальні курси «Теорія ядра», «Теорія ядерних реакцій» і «Квантова теорія розсіяння».
Є автором понад 280 опублікованих наукових робіт у галузі теоретичної фізики, історії та філософії науки. Автор 19 наукових монографій, підручників і навчальних посібників із різних питань квантової механіки та ядерної фізики. Три з них  написані спільно з академіком О. І. Ахієзером.
Підготував 13 кандидатів наук, 8 з них стали докторами наук. У 2000 році, спільно з О. І. Ахієзером і М. Ф. Шульгою, Бережний отримав премію НАН України ім. О. С. Давидова. У 2016 році, спільно зі своїми учнями Вадимом Михайлюком і Володимиром Пилипенком, він отримав премію ім. К. Д. Синельникова за цикл робіт «Теорія дифракційних ядерних процесів».
Був членом спеціалізованої вченої ради із захисту докторських дисертацій у галузі ядерної фізики, фізики високих енергій та фізики плазми. Входив до складу Наукової Ради з ядерної фізики та ядерної енергетики НАН України, був членом спеціалізованої докторської вченої ради з філософії науки, членом редакційної колегії Cхідно-Європейського фізичного журналу.

## Науковий доробок[3]
- Ахиезер А. И., Бережной Ю. А. Теория ядра. — Харьков: Вища школа, 1995.
- Berezhnoy Yu. A. The Quantum World of Nuclear Physics. — World Scientific, 2005. — 191 p.
- Бережной Ю. А. Удивительный квантовый мир. — Киев: Мастер-класса, 2007. — 239 с. — ISBN 966-8882-97-0.
- Бережной Ю. А. Квантовый мир атомной и ядерной физики. — Харьков: ХНУ им. В. Н. Каразина, 2010. — 303 с. — ISBN 978-966-623-709-8.
- Бережной Ю. А., Гах А. Г. Специальные функции теоретической физики. — Харьков: ХНУ им. В. Н. Каразина, 2011. — 123 с. — ISBN 9789666238194.
- Бережной Ю. А., Онищенко Г. М. Лекції з квантової механіки. — Харьков: ХНУ им. В. Н. Каразина, 2013. — 183 с. — ISBN 978-966-285-024-6.
- Бережной Ю. А., Михайлюк В. П., Пилипенко В. В. Дифракционные ядерные процессы. — Киев: Наукова думка, 2014. — 183 с. — ISBN 978-966-00-1434-3.
- Бережной Ю. А. Лекції з квантової механіки. — Харків: ХНУ iм. В. Н. Каразіна, 2014. — 432 с. — ISBN 978-966-285-073-4.

## Окремі статті
- Berezhnoy Yu. A., Inopin E. V. Effect of nuclear surface diffuseness on diffraction scattering // Nuclear Physics. — 1965. — Vol. 63 (4). — P. 689—694.
- Berezhnoy Yu. A., Pilipenko V. V., Khomenko G. A. Polarisation in proton-carbon elastic scattering and the α-particle model with dispersion // Journal of Physics G: Nuclear Physics. — 1984. — Vol. 10 (1). — P. 63.
- Berezhnoy Yu. A., Pilipenko V. V. Rainbow scattering in quasi-elastic nuclear reactions // Journal of Physics G: Nuclear Physics. — 1985. — Vol. 11 (10). — P. 1161.
- Berezhnoy Yu. A., Mikhailyuk V. P., Pilipenko V. V. Elastic and inelastic intermediate-energy proton multiple scattering on 12C and 16O nuclei // Journal of Physics G: Nuclear Physics. — 1992. — Vol. 18 (1). — P. 85.
- Berezhnoy Yu. A., Korda V. Y. Deuteron-stripping reaction at intermediate energies // Nuclear Physics A. — 1993. — Vol. 556 (3). — P. 453—466.
- Berezhnoy Yu. A., Pilipenko V. V. Analysis of refraction effects in nuclear scattering on the basis of the S-matrix approach // Modern Physics Letters A. — 1995. — Vol. 10 (31). — P. 2305—2312.